# 维多利亚音乐厅惨案
维多利亚音乐厅惨案，1883年6月16日发生于英格兰桑德兰的维多利亚音乐厅，共有183名儿童死亡。 

## 惨案
1883年6月16日，费伊夫妇在维多利亚音乐厅办了一场面向儿童的综艺节目，观众内估计有1100名儿童。演出结束时，费伊夫妇宣布门票编号为特定数字的儿童在出口处可以获得奖品。同时，演员开始从舞台上向剧场的孩子们分发礼物。因为担心错过奖励，许多儿童涌向通往楼下的楼梯。然而，在楼梯的尽头，门是向内打开的，并用螺栓固定住，留出的间隙一次只能让一个儿童通过。这种做法可能是方便对门票进行有序检查。儿童从楼梯冲向门口，几乎没有成人陪同维持秩序，最终导致冲在前面的儿童被身后的人群挤压致死。 
音乐厅里的成年人意识到发生了什么事以后，他们冲到门前，但由于螺栓在儿童一侧，他们也无法把门完全打开。看门人Frederick Graham尝试一番未果，遂跑上另一个楼梯，从另一个出口将大约600名儿童转移到安全地带。同时，其他成年人从窄缝中将孩子们一一拉出，最后一名男子将门从铰链上拧下。

## 后续

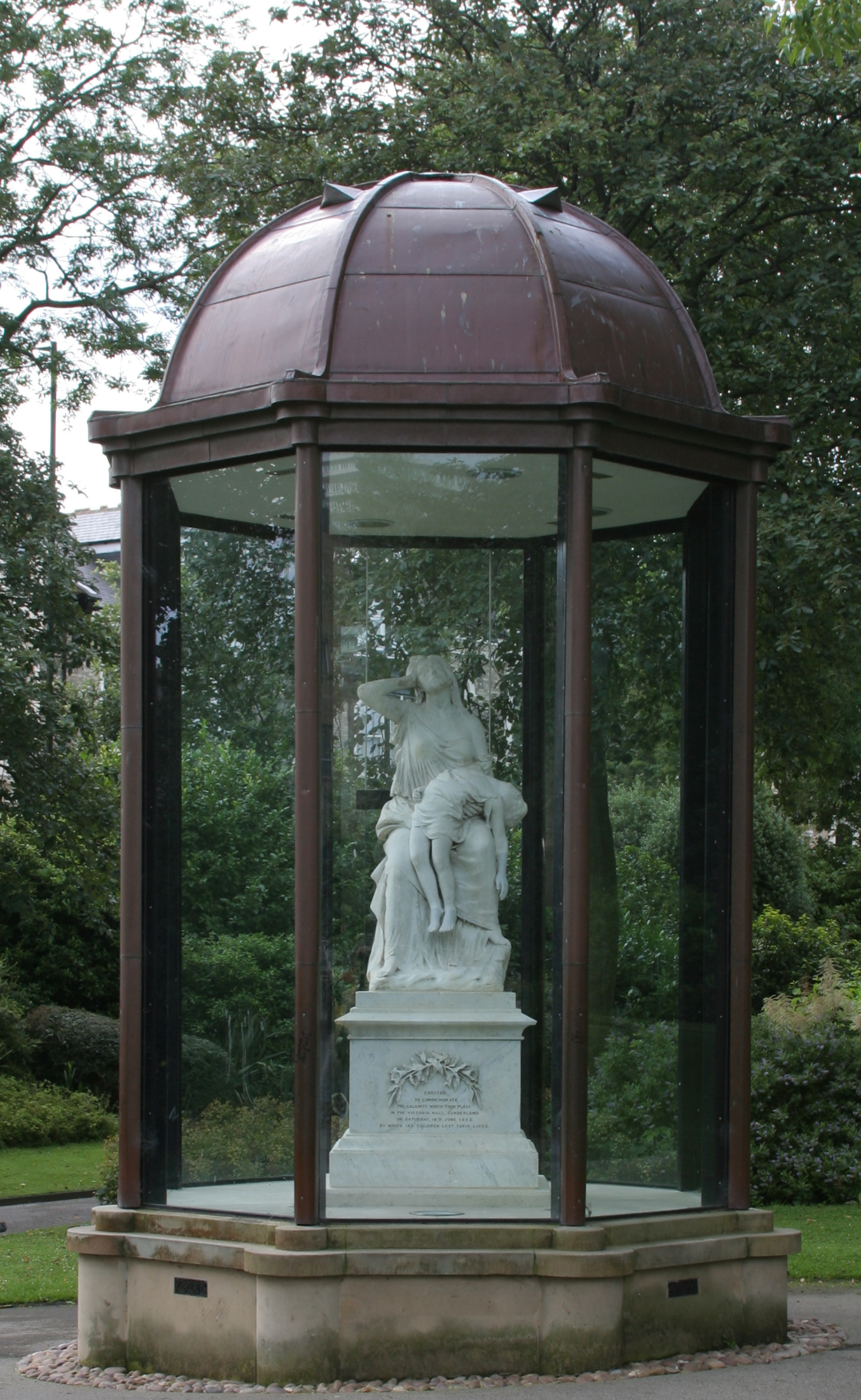
维多利亚音乐厅对面的Mowbray公园设立的纪念雕像

事故造成183名3至14岁的儿童窒息死亡，是英国历史上同类型事故中最严重的一场灾难。维多利亚女王向死难者家属表示慰问，并为此次事件捐款。英国各地的捐款总额为5,000英镑，用于孩子们的葬礼和公园的纪念雕像。雕像雕刻的是一位悲伤的母亲抱着一个死去的孩子。后来，雕像被转移到Bishopwearmouth公墓，年久失修，遭到破坏。2002年，政府花63,000英镑对雕像进行了修复，移回了Mowbray公园。
此次事故引起了全国性的愤怒情绪，由此引发的调查导致政府立法对公共娱乐场所外开的紧急出口的最小数量作出规定，也导致了推杆紧急门的发明。这项法律今天仍然有效。没有人因这场事故而受到起诉，负责栓门的人也未得到确认。维多利亚音樂厅一直使用到二战时的1941年，最后被降落伞炸弹炸毁。